# Rensenware
Rensenware ist ein Erpressungs-Trojaner, der ausschließlich Windows-Computer befällt und betroffene Nutzer dazu zwingt, ein Videospiel auf höchster Schwierigkeitsstufe erfolgreich abzuschließen und dabei eine festgelegte Mindestpunktzahl zu erreichen.

## Geschichte
Der südkoreanische Programmierer Kangjun Heo programmierte während seiner Studentenzeit den Trojaner aus Spaß und veröffentlichte den Code auf der Plattform Twitter, wodurch er öffentlich zugänglich gemacht und als Schadprogramm missbraucht wurde.

## Name
Der Name Rensenware ist eine Anspielung auf das zwölfte Spiel der Danmaku-Spielereihe Touhou Project Touhou Seirensen, das betroffene Nutzer herunterladen und erfolgreich beenden müssen, um ihre Daten zu entschlüsseln.

## Funktionsweise und Darstellung
Rensenware durchsucht den Computer nach bestimmten Dateiformaten wie MP3, MP4, AVI, DOC, PSD, RAR usw. und verschlüsselt diese durch AES-256. Auf dem Bildschirm infizierter Rechner erscheint ein Warnhinweis über die Datenverschlüsselung, in dem Minamitsu Murasa, ein Charakter der Danmaku-Spieleserie Touhou Project, betroffene Nutzer über den Datendiebstahl informiert und sie dazu zwingt, das Spiel Touhou Seirensen ~ Undefined Fantastic Object herunterzuladen, zu installieren und auf „Lunatic“, der zweithöchsten Schwierigkeitsstufe erfolgreich abzuschließen. Dabei muss der Nutzer mindestens 200 Millionen Punkte erreichen, damit die verschlüsselten Daten wieder freigegeben und entschlüsselt werden. Das Schadprogramm ist in der Lage, den Spielstand und die erreichten Punkte nachzuverfolgen.
Heo, der Entwickler von Rensenware, infizierte seinen eigenen Rechner versehentlich und scheiterte selbst daran, die verschlüsselten Daten wieder zu entschlüsseln. Als er den Programmcode auf Twitter veröffentlichte, stellte er fest, dass dieser dadurch weltweit Bekanntheit erlangte. Er entwickelte nach Bekanntwerden umgehend ein Entschlüsselungsprogramm, das dem Trojaner das erfolgreiche Abschließen des Spiels vortäuscht, und entschuldigte sich für die Veröffentlichung von Rensenware. Zudem entwickelte er ein Programm, das den Rechner vor einer Infizierung mit dem Trojaner schützt.
Nutzern, deren Rechner mit Rensenware infiziert wurden, wird davon abgeraten, den Trojaner vor der Entschlüsselung der Dateien zu entfernen, da dadurch auch alle verschlüsselten Daten unwiderruflich verloren gehen.

## Weiteres
Die PUBG ransomware fordert Nutzer ebenfalls auf, ein Videospiel zu spielen. Dabei handelt es sich um PlayerUnknown’s Battlegrounds, kurz PUBG, das eine Stunde lang gespielt werden muss, damit verschlüsselte Daten wieder freigegeben werden.